# Мария Австрийская (герцогиня Юлих-Клеве-Бергская)
Мария Австрийская (нем. Maria von Österreich; 15 мая 1531, Прага — 11 декабря 1581, Хамбах) — эрцгерцогиня Австрийская, дочь императора Священной Римской империи Фердинанда I из рода Габсбургов, в замужестве — герцогиня Клевская, Бергская и Юлихская.

## Биография
Мария родилась в Праге 2 мая 1531 года. Она была пятым ребёнком и четвёртой дочерью Фердинанда Австрийского (будущего императора Фердинанда I) и Анны Ягеллонки.
В возрасте 15 лет Мария вышла замуж 18 июля 1546 года в Регенсбурге за Вильгельма V Богатого, герцога Клевского, Бергского и Юлихского. Бракосочетание было пышно отпраздновано. На свадьбе присутствовал дядя Марии Карл V, император Священной Римской империи. Сам брак был призван положить конец Гельдернской войне и являлся закреплением Венлоского договора, согласно которому герцогство Гельдерн отходило австрийскому дому, а Вильгельм обращался в католичество и был обязан бороться против Реформации.
В свою очередь Карл пожаловал Вильгельму привилегию признать законными наследницами дочерей Вильгельма от брака с Марией в случае отсутствия наследников мужского пола в доме Габсбургов.
Мария, будучи внучкой Хуаны Безумной, отличалась меланхоличностью, а со временем её стали считать душевнобольной. После смерти Мария была похоронена в церкви Успения Девы Марии в Клеве.

## Семья
В браке с Вильгельмом Мария родила 7 детей:
- Мария Элеонора (25 июня 1550—1608), замужем за герцогом Пруссии Альбрехтом Фридрихом.
- Анна (10 марта 1552 — (?)16 октября 1632), замужем за пфальцграфом Нейбурга Филиппом Людвигом.
- Магдалена (1553—1633), замужем за Иоганном I, графом Цвайбрюккена, братом Филиппа Людвига.
- Карл Фредерик (1555—75).
- Елизавета (1556—61).
- Сибилла (1557—1627), замужем за Карлом Австрийским, маркграфом Бургау, сыном эрцгерцога Австрийского Фердинанда II и его морганатической жены Филиппины Велзер.
- Иоганн Вильгельм (28 мая 1562 — 25 марта 1609), епископ Мюнстерский, герцог Юлихский, граф Маркский, граф Равенсбургский. В 1585 году женился на Якобе Баденской (ум. 1597). Второй женой стала Антония Лотарингская, дочь герцога Карла III Лотарингского (ум. 1610).